# جيمس جي. هيل
جيمس جي. هيل (بالإنجليزية: James G. Hill)‏ هو مهندس معماري أمريكي، ولد في 1841، وتوفي في 1913.